# 5. Sinfonie (Tschaikowski)

Theodor Avé-Lallemant, Widmungsträger der Sinfonie.

Der russische Komponist Pjotr Iljitsch Tschaikowski schrieb seine Sinfonie Nr. 5 e-Moll op. 64 (Schicksals-Sinfonie) im Jahre 1888. Obwohl Tschaikowski zehn Jahre nach der vorhergehenden vierten Sinfonie gegenüber seiner Brieffreundin und Gönnerin Nadeschda von Meck Ängste äußerte, dass er sich „ausgeschrieben“ habe, schrieb er seine 5. Sinfonie innerhalb weniger Wochen in seinem Landhaus Frolowskoje bei Klin. Die Uraufführung fand unter der Leitung ihres Komponisten am 17. November 1888 in Sankt Petersburg statt. Die Sinfonie ist Theodor Avé-Lallemant gewidmet.

## Zur Musik

### Instrumentierung
- 3 Flöten inkl. Piccoloflöte
- 2 Oboen
- 2 Klarinetten in A
- 2 Fagotte
- 4 Hörner in F
- 2 Trompeten in A
- 3 Posaunen
- 1 Basstuba
- Pauken in G D E
- Streicher (Violine 1+2, Viola, Violoncello, Kontrabass)

### Satzbezeichnungen
1. Satz: Andante – Scherzo (Allegro con anima)
2. Satz: Andante cantabile, con alcuna licenza
3. Satz: Walzer. Allegro moderato
4. Satz: Finale. Andante maestoso – Allegro vivace (Alla breve) – Meno mosso

### Analyse
Die Sätze durchzieht ein gemeinsames Leitthema, das Schicksalsmotiv.
Über das Programm des ersten Satzes schrieb Tschaikowski: „Introduktion. Völlige Ergebung in das Schicksal oder, was dasselbe ist, in den unergründlichen Ratschluß der Vorsehung. – Allegro: Murren, Zweifel, Klagen, Vorwürfe.“ Der Satz beginnt mit einer bedächtigen Melodie der Klarinetten, die das Schicksalsmotiv der Sinfonie darstellt:
Die Melodie leitet über zum energischeren, von Flöten und Klarinetten initiierten und von den Streichern übernommenen Hauptthema des Satzes. Das zweite Hauptthema des Satzes wird unter gelegentlicher Einmischung des Leitmotivs von den Holzbläsern intoniert.
Der zweite Satz, in dessen Zusammenhang Tschaikowski fragte, ob er sich „dem Glauben in die Arme werfen“ soll, beginnt mit einer tiefen Einleitung der Streicher, bevor ein Hornsolo zum kantablen, von Tschaikowski als „Lichtstrahl“ bezeichneten Hauptthema des Satzes anhebt und schließlich von Klarinette und Oboe unterstützt wird. Bei diesem Thema ließ sich Tschaikowski offensichtlich von Joachim Raffs 10. Sinfonie „Zur Herbstzeit“ inspirieren, in deren drittem Satz es in nahezu identischer Weise im Horn erklingt. Vom donnernd einsetzenden Schicksalsmotiv wird das Hauptthema dieses zweiten Satzes nur kurz unterbrochen.
Der dritte Satz ist im Stil eines ruhigen Walzers geschrieben. Auch er lässt sich vom Schicksalsmotiv nur kurz stören.
Wie der erste Satz beginnt auch der vierte Satz mit dem Schicksalsmotiv, das diesmal aber bestimmter, vor allem in Dur, auftritt:
Nach einer ausführlichen Einleitung des Finales geht dieses zu einem feierlichen Ausbruch des Orchesters über, den dieses, gelegentlich vom Schicksalsmotiv begleitet, bis zum Schluss des Finales fortführt.

## Wirkung
Während die Uraufführung noch mäßig ausfiel, befand der Kritiker Josef Sittard die Sinfonie für eine der „bedeutendsten musikalischen Erscheinungen unserer Zeit“. Heute gehört die fünfte zusammen mit der vierten und sechsten Sinfonie Tschaikowskis zu dessen beliebtesten Sinfonien.
Tschaikowski selbst bezeichnete seine fünfte Sinfonie zunächst als „misslungenes Werk“ (vor allem wegen des Finales) und schätzte gar die vorhergehende 4. Sinfonie höher ein. Nach einer Aufführung in Hamburg ein Jahr später änderte er jedoch seine Bewertung und schreib an seinen Bruder Modest: „Die Musiker fanden mit jeder Aufführung der Sinfonie mehr und mehr Gefallen an der Musik. […] Auch das Konzert verlief hervorragend. Das Ergebnis ist, dass ich keine schlechte Meinung mehr von der Sinfonie habe, sondern sie wieder mag.“

## Adaptionen
Verwendung findet das Finale der Sinfonie am Schluss des DEFA-Films Der Rat der Götter, um den Sieg des Volkes im Kampf um den Frieden zu unterstreichen.